# The Volcano
The Volcano är en bergstopp i Kanada.   Den ligger i provinsen British Columbia, i den västra delen av landet, 3 900 km väster om huvudstaden Ottawa. Toppen på The Volcano är 1 648 meter över havet, eller 309 meter över den omgivande terrängen. Bredden vid basen är 1,8 km.
Terrängen runt The Volcano är huvudsakligen bergig. Trakten runt The Volcano är nära nog obefolkad, med mindre än två invånare per kvadratkilometer.. Det finns inga samhällen i närheten.
Trakten runt The Volcano består i huvudsak av gräsmarker.